# Hexanal
Hexanal ist eine organische Verbindung, die zur Stoffgruppe der Aldehyde und den grünen Blattduftstoffen gehört.

## Vorkommen

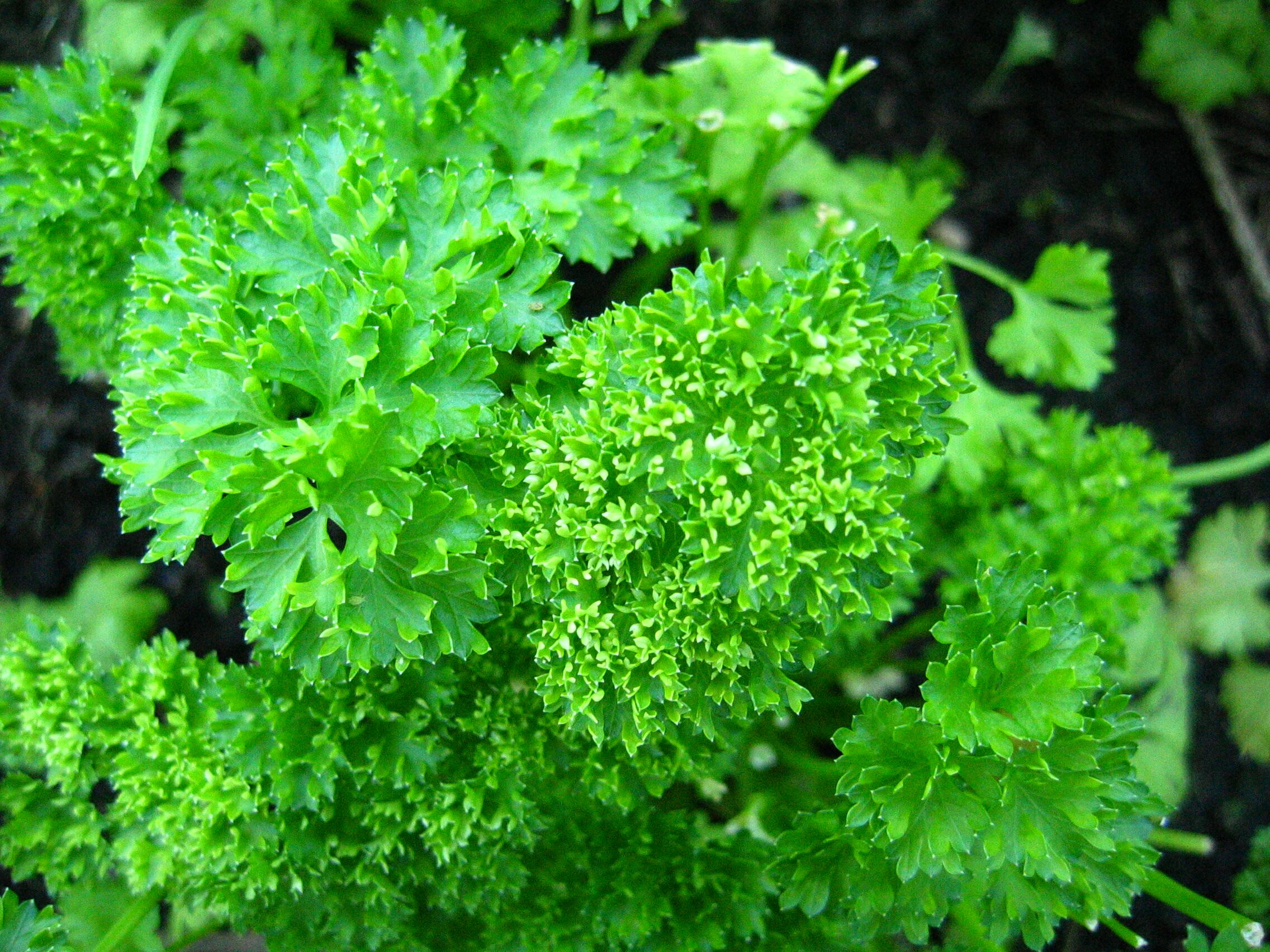
Petersilie enthalten natürlicherweise Hexanal

Hexanal wird in der Natur gebildet, wenn ungesättigte Fettsäuren durch Oxidation abgebaut werden. Es kommt unter anderem in Äpfeln, Erdbeeren, Aralia (Aralia cordata), Weißkohl, Spanischem Pfeffer, Capsicum frutescens, Wasserminze, Petersilie, Kartoffeln, Süßkraut (Stevia rebaudiana), Telosma cordata, geröstetem Kaffee, sowie in Orangen- und Zitronenöl vor.
Der Aldehyd ist geruchlich wahrnehmbar, wenn zum Beispiel der Rasen geschnitten oder eine Apfelmaische hergestellt wird. Erst mit der Zeit wird das Hexanal reduziert zum geruchlosen Hexanol. In Apfelsaft, Orangensaft oder Olivenöl ist es durchaus in kleinen Mengen erwünscht.

## Verwendung
Hexanal ist in vielen Anstrichmitteln und in Linoleum sowie in Arzneimitteln  enthalten. Des Weiteren findet es als fruchtige Note auch in der Parfümerie Verwendung.

## Eigenschaften
Hexanal bildet leicht entzündliche Dampf-Luft-Gemische. Die Verbindung hat einen Flammpunkt bei 24 °C. Die Zündtemperatur beträgt 195 °C. Der Stoff fällt somit in die Temperaturklasse T4. Hexanal oxidiert leicht und neigt zur Polymerisation in Anwesenheit von Säurespuren.

## Sicherheitshinweise
Einatmen, Verschlucken oder Aufnahme über die Haut kann zu Gesundheitsschäden führen.
Reizt die Augen, Atmungsorgane und die Haut.